# Vapenrock m/1854

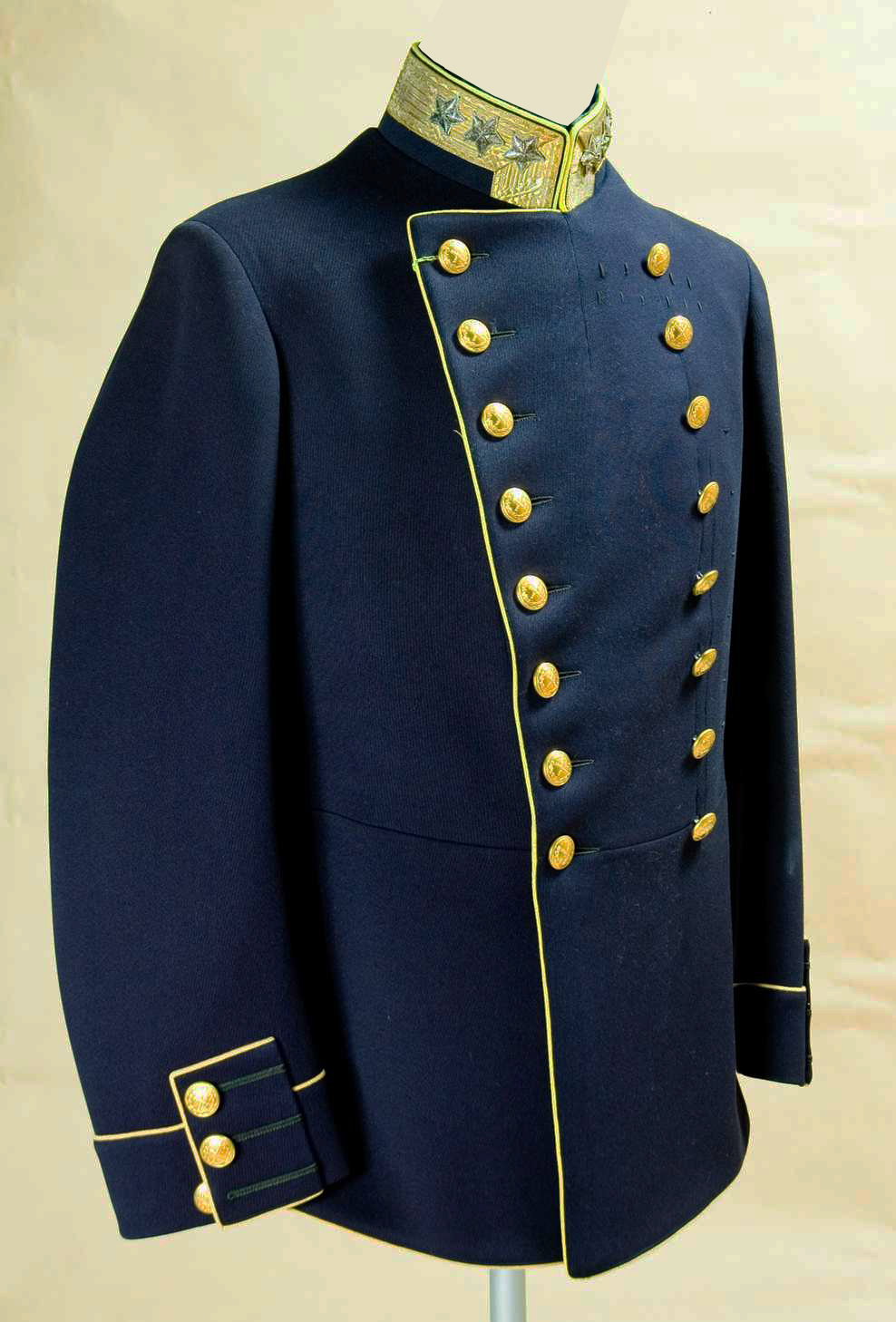
Vapenrock m/1854 för general vid generalitetet.

Vapenrock m/1854 var en vapenrock som användes inom försvarsmakten (dåvarande krigsmakten).

## Utseende
Vapenrock m/1854 är gjord i mörkblått kläde samt har gult foder. På framsidan finns två knapprader med åtta knappar vardera av generalitetets modell.

## Användning
Denna uniform framtogs år 1854 för att användas inom generalitetet och generalstaben som ersättning för vapenrock m/1845 och bars fram tills den ersattes av andra moderna uniformer. Uniformen har dock i vissa enstaka fall burits ända in i våra dagar.

## Fotografier

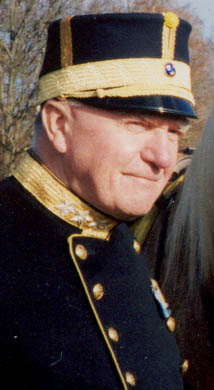
F.d. arméchef Åke Sagrén iförd vapenrock m/1854 och mössa m/1865.
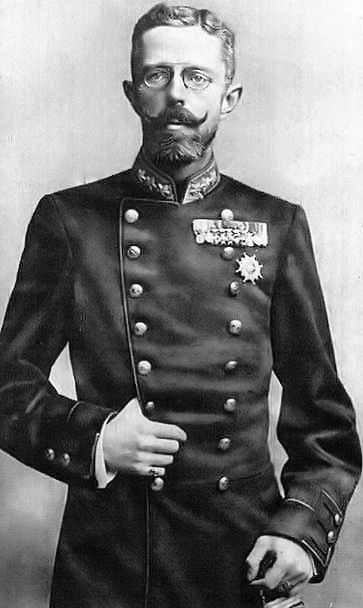
Gustaf V iförd vapenrock m/1854.